# Havranec (okres Svidník)
Havranec je obec na Slovensku, v okrese Svidník, v Prešovskom kraji. K 31. prosinci 2015 v obci žilo 13 občanů z nichž 50 % se hlásilo ke slovenské, 40 % k rusínské a 10 % k ukrajinské národnosti. V produktivním věku byli jen čtyři muži. V obci se nachází dřevěný řeckokatolický chrám (cerkev) Nanebevstoupení Páně z roku 1946.

## Poloha
Nachází se na rozhraní Ondavské a Laborecké vrchoviny v severní části Nízkých Beskyd v pramenné oblasti potoka Svidničanka. Katastr obce o rozloze 764 ha je ve výšce 385 m nad mořem ve středu obce, až 705 m n. m. při státní hranici s Polskem. Do katastru obce zasahuje Chráněná krajinná oblast Východné Karpaty a také tam vyvěrá minerální pramen. Členitý povrch katastru s hlubokými dolinami tvoří flyšová souvrství, která pokrývá souvislý listnatý les s porostem buku a v menším rozměru i břízy.

## Historie
V katastru obce byly rozsáhlé lesy. Obyvatelé obce pracovali v lesích a od 17. století byli známí a vyhledávaní výrobci šindelů. Půdu obdělávali soukromě hospodařící rolníci. Po socializaci obce v obci vzniklo JZD. Po rozpadu družstva po roce 1990 a v nových společenských podmínkách zůstává velká část zemědělské půdy nevyužita.

### Vývoj názvu obce a další údaje
- 1773 – Gawranecz, Gavranecz
- V roce 1787 měla obec 8 domů a 58 obyvatel
- 1808 až 1863 – Gavranyecz, Gawranec
- V roce 1828 měla obec 10 domů a 79 obyvatel
- 1863 až 1882 – Gavranec
- 1888 až 1902 – Gavranyec
- 1907 až 1913 – Kishollód
- 1920 – Gavranec
- 1927 – Havranec

### 1. světová válka
Na havraneckém hřbitově je vojenské pohřebiště z první světové války ( z let 1914 až 1915) s 12 pohřbenými rakousko-uherskými vojáky v 5 hrobech. Nad hroby je kovový kříž s textem „Na památku padlým z první světové války“. Místo posledního odpočinku vojáků je pečlivě ošetřováno.

### 2. světová válka
Při karpatsko–dukelské operaci v době od října do listopadu 1944 byla obec značně poškozena.